# Moods
Moods es el octavo álbum de estudio del cantautor estadounidense Neil Diamond, publicado el 15 de julio de 1972 por Uni Records. Contiene el éxito "Song Sung Blue", canción que encabezó la lista Billboard Hot 100 estadounidense.

## Lista de canciones
Todas escritas por Neil Diamond.

| Lado A |                    |          |  |
| N.º    | Título             | Duración |  |
| 1.     | «Song Sung Blue»   | 3:15     |  |
| 2.     | «Porcupine Pie»    | 2:04     |  |
| 3.     | «High Rolling Man» | 2:35     |  |
| 4.     | «Canta Libre»      | 4:47     |  |
| 5.     | «Captain Sunshine» | 3:25     |  |

| Lado B |                      |          |  |
| N.º    | Título               | Duración |  |
| 1.     | «Play Me»            | 3:49     |  |
| 2.     | «Gitchy Goomy»       | 3:53     |  |
| 3.     | «Walk On Water»      | 3:04     |  |
| 4.     | «Theme»              | 1:38     |  |
| 5.     | «Prelude in E Major» | :38      |  |
| 6.     | «Morningside»        | 4:24     |  |